# Calydna hegias
Calydna hegias är en fjärilsart som beskrevs av Felder 1869. Calydna hegias ingår i släktet Calydna och familjen Riodinidae. Inga underarter finns listade i Catalogue of Life.